# Нипомо (Калифорнија)
Нипомо (енгл. Nipomo) насељено је место без административног статуса у америчкој савезној држави Калифорнија.

## Демографија
По попису из 2010. године број становника је 16.714, што је 4.088 (32,4%) становника више него 2000. године.
|                   | 2010.           | 2000.           |
| Укупно            | 16 714 (100,0%) | 12 626 (100,0%) |
| Белци             | 9 075 (54,30%)  | 7 653 (60,61%)  |
| Хиспаноамериканци | 6 645 (39,76%)  | 4 362 (34,55%)  |
| Остали            | 556 (3,327%)    | 353 (2,796%)    |
| Азијати           | 421 (2,519%)    | 182 (1,441%)    |
| Афроамериканци    | 17 (0,102%)     | 76 (0,602%)     |